# Iasenove, Ohtîrka
Iasenove (în ucraineană Ясенове) este un sat în comuna Cerneciciîna din raionul Ohtîrka, regiunea Sumî, Ucraina.

## Demografie
Componența lingvistică a localității Iasenove
     Ucraineană (97,22%)
     Rusă (2,5%)
     Alte limbi (0,28%)
Conform recensământului din 2001, majoritatea populației localității Iasenove era vorbitoare de ucraineană (97,22%), existând în minoritate și vorbitori de rusă (2,5%).